# Beautiful People (filme)
Beautiful People é um filme que se passa na Inglaterra, e conta quatro histórias diferentes envolvendo pessoas diferentes. Ingleses ou não. Um adolescente, que estava sob efeito de drogas, vai parar, acidentalmente, em cima de uma caixa de mantimentos da ONU que vai parar na Bósnia, em meio à guerra. Lá ele encontra um reporter da BBC que está cobrindo a guerra. Um médico da ONU resolve ajudar uma mulher bósnia grávida, enquanto ele está se separando da mulher.
Enquanto isso, em Londres, dois grandes inimigos, que antes eram amigos, um sérvio e outro croata se encontram em meio â cidade e logo depois mostra a história de um ex-soldado bósnio que se apaixona por uma médica inglesa.